# 沙塘湾街道
沙塘湾街道，是中华人民共和国湖南省娄底市冷水江市下辖的一个乡镇级行政单位。

## 行政区划
沙塘湾街道下辖以下地区：
柳溪社区、炉埠社区、沙塘湾社区、王坪湾社区、太坪村、新民村、长铺村和柳溪村。